# Deutsch-Polnische Medientage
Die Deutsch-Polnischen Medientage sind eine jährlich stattfindende Konferenz für Journalisten, Medienvertreter und Experten aus Polen und Deutschland. Ziel ist es, Begegnungen und Meinungsaustausch zwischen Medienschaffenden zu ermöglichen und somit den deutsch-polnischen Dialog in diesem Bereich zu fördern. Jedes Jahr nehmen etwa 250 Personen an den Medientagen teil.
Die Medientage werden gemeinsam von der Stiftung für deutsch-polnische Zusammenarbeit und der Robert Bosch Stiftung organisiert. Gastgeber der Medientage ist im jährlichen Wechsel eine der Grenzregionen in Polen oder Deutschland. 2008 fanden die Medientage das erste Mal in Potsdam statt, 2009 in Stettin, 2010 in Dresden, 2011 in Zielona Góra (Grünberg), 2012 in Schwerin und 2013 in Breslau. Die siebte Konferenz fand im Mai 2014 in Potsdam statt.
In Debatten werden im Rahmen der Konferenz aktuelle und grundsätzliche Fragen der Berichterstattung im Umfeld der deutsch-polnischen Beziehungen aufgegriffen und mit hochkarätigen Experten in einer offenen Atmosphäre diskutiert und reflektiert. Die Teilnehmer erörtern dabei die spezifische und verantwortungsvolle Rolle der Medien bei der Ausgestaltung der bilateralen politischen, wirtschaftlichen und kulturellen Beziehungen. Im Jahr 2013 wurden erstmals branchenspezifische Workshops in das Programm der Medientage aufgenommen. Während dieser Workshops diskutierten die Gäste in einem kleineren Kreis über wichtige journalistische Fragen beider Länder. 2014 wurde zusätzlich eine interaktive Fishbowl-Diskussion eingeführt, bei der sich die Zuschauer selbst einbringen und den Chefredakteuren von Deutschlandradio Kultur und TVP1 Fragen stellen konnten. Die Debatte wurde von Experten und Politikern unterstützt.
Feierlicher Akzent der Medientage ist die Verleihung des Deutsch-Polnischen Tadeusz-Mazowiecki-Journalistenpreises in den Kategorien Presse, Radio und Fernsehen für die besten journalistischen Beiträge des Vorjahres. Dabei werden Arbeiten ausgezeichnet, die auf besonders originelle, sachliche und fundierte Weise über Politik, Wirtschaft, Wissenschaft, Kultur oder Geschichte des Nachbarlandes informieren und dadurch zu einem objektiven Bild von Polen in Deutschland und Deutschland in Polen beitragen. In jeder Kategorie beträgt das Preisgeld 5.000 Euro. Der 1997 gegründete Preis wird von den drei Bundesländern Brandenburg, Mecklenburg-Vorpommern und Sachsen sowie den drei Woiwodschaften Dolnośląskie (Niederschlesien), Lubuskie (Lebus) und Zachodniopomorskie (Westpommern) gestiftet. Seit 2008 beteiligen sich auch die Stiftung für deutsch-polnische Zusammenarbeit und die Robert-Bosch-Stiftung daran. 
2014 wurde erstmals der vom Land Brandenburg gestiftete Preis „Journalismus in der Grenzregion“ vergeben. Die Jury zeichnete damit eine Dokumentation aus, die auf beispielhafte Art die Integration und den Wandel sowie neu entstandene Alltagsprobleme in der Grenzregion thematisiert. Die Ausschreibung wurde von Journalisten aus den sechs Partnerregionen vorbereitet. Auch dieser Preis ist mit 5.000 Euro dotiert.